# Episodi di Kids Incorporated (quinta stagione)
La quinta stagione della serie televisiva Kids Incorporated è stata trasmessa in anteprima negli Stati Uniti d'America da Disney Channel tra il 1988 e il 1989.
| nº | Titolo originale              | Titolo italiano | Prima TV USA | Prima TV Italia |
| -- | ----------------------------- | --------------- | ------------ | --------------- |
| 1  | The Pick-Ups                  |                 | 1988         |                 |
| 2  | Kid's Court                   |                 | 1988         |                 |
| 3  | The Kids' New Clothes         |                 | 1988         |                 |
| 4  | The Talent Search             |                 | 1988         |                 |
| 5  | You Don't Say                 |                 | 1988         |                 |
| 6  | Kahuna Kids                   |                 | 1988         |                 |
| 7  | Mr. President                 |                 | 1988         |                 |
| 8  | The Guitarist                 |                 |              |                 |
| 9  | When the Clock Strikes Twelve |                 |              |                 |
| 10 | The Frog Prince               |                 |              |                 |
| 11 | The Open Book                 |                 |              |                 |
| 12 | Richie in Love                |                 | 1989         |                 |
| 13 | Constellation Connie          |                 | 1989         |                 |